# Аарон Роджерс
Аарон Чарльз Роджерс (англ. Aaron Charles Rodgers, 2 грудня 1983 року) — професійний гравець в американський футбол, який виступає на позиції квотербека команди Національної футбольної ліги «Грін Бей Пекерс».

## Родина
Роджерс народився в місті Чіко округ Бутт штат Каліфорнія в родині Дарлі Лі та Едварда Роджерс. В Аарона англійські, ірландські та німецькі корені. З 1973 по 1976 рр. батько Аарона грав у футбол в лінії нападу за Університет Каліфорнії. В Аарона є брати — Люк і Джордан, який теж грає в футбол.

## Кар'єра гравця

### Ранні роки
У дитинстві Роджерс займався баскетболом і бейсболом, показуючи непогані результати. У шкільній футбольній команді Pleasant Valley High School Аарон грав на позиції квотербека і за два сезони набрав 4421 ярда. Йому належить шкільний рекорд — у 2001 р. за один сезон він пробіг 2466 ярдів, а за один з матчів зробив 6 тачдаунов і набрав 440 ярдів.
Незважаючи на вражаючу статистику, Роджерс не викликав зацікавленості у футбольних команд коледжів. Як в 2011 р. Аарон розповів в одному з інтерв'ю, відсутність уваги було викликано його скромними фізичними даними — 1,78 м і 75 кг, характерними скоріше для гравця середньої школи. Роджерс хотів вчитися в Університеті штату Флорида і грати при Боббі Боудені, але його запит був відхилений. Єдина пропозиція, яка йому надійшла — місце резервного гравця в коледжі з Іллінойсу. Аарон відхилив запрошення, прагнучи покінчити з футболом і вступити в юридичну школу.
Тоді він і виявився в коледжі Бьютт, що розташовувався недалеко від Чіко, щоб грати в футбол за місцеву команду. За новий сезон Роджерс зробив 26 тачдаун і привів команду до результату 10-1 чемпіонату Конференції NorCal і другому місцю в національному рейтингу. У Бьютт Аарона його помітив головний футбольний тренер Каліфорнійського університету Джефф Тедфорд. Спеціаліст був здивований тим, що раніше жоден коледж не запропонував Роджерсу футбольну стипендію. У результаті після одного року в коледжі Бьютт Роджерс отримав спортивну стипендію, щоб навчатися в Каліфорнійському університеті в Берклі і грати за «Калифорниа Голден Беарс» з 2003 до 2004 рр. За цей час футболіст встановив кілька рекордів навчального закладу. Провівши 3 роки в студентському футболі, в 2005 р Роджерс виставив свою кандидатуру на драфт НФЛ 2005 р.

### Професійний рівень
На драфті НФЛ 2005 р. Аарон був обраний клубом «Грін Бей Пекерз» в першому раунді під загальним 24-м номером.
Перші три роки в НФЛ він був запасним квотербеком команди, але з 2008 р став виходити в стартовому складі: переломним моментом у всій кар'єрі Аарона стало 4 березня, коли основний квотербек клубу Бретт Фарв оголосив про завершення кар'єри. Роджерс швидко довів, що є одним з кращих квотербеків в лізі, пройшовши понад 4000 ярдів за свій перший повний сезон, а також зробивши 28 тачдаунов і 13 перехоплень.
У 2009 р. за свою успішну гру Аарон був удостоєний поїздки на свій перший Pro Bowl («матч усіх зірок НФЛ») в якості третього квотербека від Національної футбольної конференції після Дрю Бріса і Бретта Фарва. Однак після того, як Фарв вибув через травму, а Бріс готувався до участі в Супербоулі XLIV, Роджерс став основним квотербеком НФК. У тому матчі 15 з 19 його пасів виявилися точними, він набрав 197 ярдів і зробив 2 тачдауна, але НФК програла гру.
У 2010 р Роджерс привів «Пекерз» до перемоги в Супербоулі XLV. За свої досягнення він був названий найціннішим гравцем Супербоула і спортсменом 2011 р. за версією Associated Press.
26 квітня 2013 р. «Пекерз» продовжили з Роджерсом контракт ще на 5 років. Сума угоди склала $ 110 мільйонів, що зробило Аарона найбільш високооплачуваним гравцем в історії НФЛ.
Роджерс був визнаний найціннішим гравцем регулярного сезону НФЛ в 2014 р, набравши 31 голос з 50 можливих.
Аарон тричі ставав лідером НФЛ по відношенню тачдаунів до перехоплень (2011, 2012, 2014 року), двічі по рейтингу пасів (2011, 2012) і відсотку пасових тачдаунів (2011, 2012), один раз за кількістю пасовихів спроб (2011) і відсотку перехоплень (2009).
Роджерсу належить рекорд НФЛ по рейтингу пасів в регулярному чемпіонаті (105,2), він посідає третє місце за цим показником в іграх плей-офф (103,6). У даний час є єдиним квотербеком з пасовим рейтингом за кар'єру понад 100.

## Особисте життя
З грудня 2014 по 2017 р. Роджерс зустрічався з актрисою Олівією Манн. Законодавчий орган штату Вісконсін схвалив резолюцію, яка оголосила 12 грудня 2012 року (12/12/12) «Днем Аарона Роджерса» в його честь, оскільки Роджерс також носить на формі номер 12.
У 2015 р спортсмен підписав довгостроковий контракт з компанією Adidas. Раніше Роджерс мав контракт з Nike.